# Barão Olavo, o Horrível
Barão Olavo, o Horrível é um filme experimental brasileiro de 1970. Escrito e dirigido pelo cineasta brasileiro Júlio Bressane, é seu primeiro filme colorido.O filme propõe novas concepções de dramaturgia, criando um filme de terror sem nem ao menos tentar fazer um filme de terror.

## Sinopse
Não há uma história, apenas um artifício calcado nos clássicos filmes de terror. Som e imagem fragmentários apontam um velho barão maníaco por cadáveres, assassinatos e violações sexuais; duas garotas em relação lésbica; uma cigana esganada; um místico auxiliar do barão; do campesino ambiente local a movimentadas ruas de uma cidade.

## Elenco
| Ator/Atriz      | Papel       |
| --------------- | ----------- |
| Rodolfo Arena   | Barão Olavo |
| Helena Ignez    | Isabel      |
| Lilian Lemmertz | Ritinha     |
| Guará Rodrigues |             |
| Isabella        |             |
| Othoniel Serra  |             |
| Poty            |             |